# Bang (tidskrift)
Bang var en svensk feministisk kultur- och samhällstidskrift, som är namngiven  efter journalisten Barbro Alvings signatur "Bang". Tidningen grundades 1991 av en grupp studenter vid Stockholms universitet. Enligt Statens Kulturråd som ger statsbidrag till tidskriften är den en bland "centrala noder inom kulturtidskriftsområdet". Tidningen gick i konkurs i december 2020.

## Redaktionell historia
Bang gavs ut av den ideella Föreningen Bang, och tidningen betecknar sig som politiskt obunden. Tidskriften utkom med fyra nummer per år och finansierades dels genom prenumerationer och bidrag från Statens kulturråd där tidskriften var en av de med högst stödbelopp år 2019. Upplagan låg på cirka 6 000 exemplar, och nådde omkring 12 000 läsare. År 2014 startade tidskriften även poddradiosändningar.
Bang leddes av en styrelse som var ekonomiskt ansvarig och arbetsgivaransvarig och ansvarade för tidskriftens strategiska och ekonomiska utveckling. Sista styrelseordförande var Emilie Roslund. Tidigare chefredaktörer är bland andra Sanna Samuelsson, Valerie Kyeyune Backström, Johanna Palmström, Mireya Echeverría Quezada, Lawen Mohtadi, Ulrika Westerlund, Malena Rydell, Sonja Schwarzenberger, Ulrika Stahre och Anneli Carnelid.
Tidskriften förde en feministisk och antirasistisk debatt genom att synliggöra hur olika maktordningar samverkar. Bang bevakade debatt, forskning och feministisk rörelse ur ett normkritiskt perspektiv. 
Bang publicerade reportage, krönikor, essäer, poesi, intervjuer, analyser, serier, debattartiklar, bildkonst, horoskop och skönlitterära texter i skilda ämnen och med olika perspektiv.
Hösten 2019 hade tidningen drabbats av ekonomiska problem, efter en halverad mängd prenumeranter sedan 2016. Planer på att lägga ner papperstidningen och driva den vidare som en helt digital publikation diskuterades. Tidningen gick dock i konkurs den 14 december 2020 på grund av ekonomiska problem.

## Priser och utmärkelser
- Årets väckarklocka 1993
- Årets kulturtidskrift 2002
- Årets bästa omslag, Tidningstorget 2012[9]
- Guld i kategorin Redaktionell design, Kolla! 2013[10]